# MKE Ankaragücü
MKE Ankaragücü este un club de fotbal din capitala Turciei, Ankara. Echipa susține meciurile de acasă pe stadionul Ankara 19 Mayis cu o capacitate de 21.000 de locuri.

## Premii
- Turkcell Super League
  - Campioană (1): 1949
- Cupa Turciei:
  - Câștigătoare (2): 1972, 1981
  - Finalistă (3): 1973, 1982, 1991
- Liga de Fotbal Ankara:
  - Câștigătoare (5): 1935-36, 1936-37, 1951-52, 1955-56, 1956-57
  - Locul doi (4): 1938-39, 1943-44, 1954-55, 1958-59
- Liga a doua:
  - Câștigătoare (2): 1969, 1977